# Erwin Blumenfeld
Pour les articles homonymes, voir Blumenfeld.
Erwin Blumenfeld, né le 26 janvier 1897 à Berlin et mort le 4 juillet 1969 à Rome, est un photographe allemand naturalisé américain.
Il est célèbre pour ses photographies de mode des années 1940 et 1950, notamment pour les magazines américains Vogue et Harper's Bazaar.

## Biographie

### Origines et débuts
D'origine juive, il est le fils d'un fabricant de parapluies, qui meurt alors que le garçon a 13 ans.
Pendant la Première Guerre mondiale, il est ambulancier à la frontière en France. Alors qu'il songe à déserter, sa mère avertit les autorités ; par manques de preuve, il n'est pas exécuté mais renvoyé au front.
Il s'installe aux Pays-Bas en 1923 et épouse Lena Citroen, une cousine néerlandaise de son meilleur ami. Ils ont une fille, Lisette, et Erwin Blumenfeld abandonne un temps sa passion pour les arts (collage, écriture, peinture, photo), afin de trouver un métier plus lucratif. Il ouvre un magasin de maroquinerie, Fox Leather Company, en l'honneur de la 20th Century Fox, producteur de la star Charlie Chaplin, qu'il admire. Le couple a ensuite deux fils, Henry et Yorick, et leur père déménage sa boutique dans un bâtiment où se trouve une chambre noire.
Encouragé par sa femme, qui pose parfois pour lui, il propose à ses clients des portraits photographiques, se lançant également dans les nus. Après avoir participé au mouvement dada sous le pseudonyme de Jan Bloomfield, il commence donc une carrière dans la photographie professionnelle aux Pays-Bas au début des années 1930. 
Geneviève, fille du peintre français Georges Rouault, alors en lune de miel à Amsterdam, est séduite par ses clichés et propose à Erwin Blumenfeld de les exposer dans la salle d'attente de son cabinet de dentiste parisien, dans le quartier de l'Opéra. Elle veut lui présenter son père et Henri Matisse.

### En France
Laissant sa famille aux Pays-Bas, il émigre en France en 1936, où il fait le portrait de Georges Rouault et d'Henri Matisse, qui pourtant refusent de le payer car ils se trouvent vieux sur ses photos. Il dort dans un hôtel insalubre de la rue d'Odessa (quartier du Montparnasse).
Il commence par faire des publicités bas de gamme puis ouvre en 1937 un studio au 9, rue Delambre. Il y mène parallèlement une activité de portraitiste — dont Carmen Damedoz, le modèle du Baiser de Rodin —, et de photographe publicitaire, tout en continuant un travail personnel, sur le nu notamment. En 1937, il décroche sa première couverture dans Votre Beauté et ses photographies sont publiées dans Verve.
En 1938, il obtient sa première publication dans Vogue France grâce à son ami Cecil Beaton (à la faveur de ce contrat, il peut faire venir sa femme et ses enfants à Paris), avant de couvrir les collections parisiennes pour Carmel Snow du Harper's Bazaar (embauché par elle alors qu'il se trouve à New York, il peut donc retourner à Paris avec l'assurance de pouvoir entretenir sa famille). Il commence à travailler pour Verve et Vogue France, embauché par Michel de Brunhoff sur les conseils de Cecil Beaton. Brunhoff cesse par la suite leur collaboration en lui disant, selon la légende : « Si seulement vous étiez baron et pédé, vous seriez le plus grand photographe du monde ! ». Il expose à la galerie Billiet à Paris.
Au début de la Seconde Guerre mondiale, la famille se réfugie à Vézelay (Yonne), après que le mannequin Jo Regali a accepté de conserver ses archives pendant le conflit. Il essaie plusieurs fois de quitter le pays, sans succès. En 1939, il est interné car allemand, une puissance ennemie, dans le camp de Montbard-TouillonMarmagne (Côte-d'Or) ; sa femme, néerlandaise, n'a pas ce problème mais sa fille, qui voyage le jour de ses 18 ans avec un passeport allemand, est également internée.

### Aux États-Unis
Il parvient à s'enfuir avec sa famille à New York (États-Unis) en 1941. Il y partage un studio avec Martin Munkacsi, avant d'ouvrir son propre atelier au 222 Central Park South, en 1943. Il reprend sa collaboration avec Harper's Bazaar (1941-1944), puis avec Vogue (1944-1955), pour lesquels il réalise de nombreuses couvertures. 
Sa photo de 1949 L'Œil de biche, qui fait la couverture de Vogue en 1950, est restée célèbre. Ses photographies paraîtront aussi dans Look, Life, Coronet, Cosmopolitan, etc. Il participe à l'exposition collective « Photography, 1839-1937 » au Museum of Modern Art de New York.
A cette époque il aurait eu alors comme assistante Marella Agnelli (1927-2019), née Caraciolo di Catagneto, passionnée de photographie et de jardinage.
Il décroche également des contrats publicitaires rémunérateurs avec les femmes d'affaires Helena Rubinstein et Elizabeth Arden. Il réalise un autoportrait saturé de rouge, l'expliquant comme inspiré du quartier rouge de prostituées d'Amsterdam ; il faut comprendre ce cliché comme la lutte qui tiraille le photographe entre ses créations purement artistiques et celles destinées à faire de l'argent.
Il travaille avec son assistante Kathleen Levy-Barnett, qui finit par devenir sa maîtresse, alors que son épouse Lena se sent délaissée. Comprenant qu'Erwin Blumenfeld ne se remariera pas avec elle, Kathleen, avec son accord, épouse son fils Henry en 1956. Erwin Blumenfeld noue ensuite une relation avec Marina Schinz ; plus de trente ans les séparent. Il l'engage comme assistante en 1964 et elle l'aide à rédiger son autobiographie parue après sa mort (Jadis et Daguerre). Lena, pour sa part, malade, vit à Vienne ; elle meurt 25 ans après lui.
La dernière période de sa vie est marquée par un décalage avec de nouveaux photographes plus jeunes et plus modernes, Erwin Blumenfeld étant moins à la mode.
Erwin Blumenfeld meurt d’un infarctus dans un hôtel de Rome le 4 juillet 1969. Ses archives, à Central Park South, sont vidées, 30 000 diapositives et 8 000 épreuves.

## Style
Solarisation, combinaison d'images positives et négatives, photomontage, « sandwich » de diapositives couleur, fragmentation opérée au moyen de miroirs, séchage du négatif humide au réfrigérateur pour obtenir une cristallisation , etc., Blumenfeld sait mettre à profit ses expérimentations de « dadaïste futuriste » pour la photo de mode.
Du maquillage des modèles qu'il réalise souvent lui-même aux manipulations diverses dans l'obscurité de son laboratoire, il n'hésite jamais à jouer avec les couleurs qu'il sature, décompose, filtre, colle ton sur ton… What Looks New (Vogue, 1947), sa très cubiste fragmentation d'un visage à plusieurs bouches pour un rouge à lèvres, Œil de biche (Vogue, 1949), où il recadre l'une de ses photos en noir et blanc sur l'œil gauche, la bouche et le grain de beauté étant rehaussés de couleur. Ou encore ce mannequin en béret et manteau rouges sur fond rouge (Vogue, 1954). Sa vertigineuse photographie du mannequin Lisa Fonssagrives sur la tour Eiffel (Vogue, 1939) restera notable. En 1955, il commence son autobiographie, Jadis et Daguerre, qu'il terminera l'année de sa mort, qui survient en 1969 à Rome.
Pamela Golbin, conservatrice générale aux Arts décoratifs, déclare à propos de son travail de l'entre-deux-guerres : « La photographie d'Erwin Blumenfeld a saisi une perspective audacieuse sur la mode et la beauté, avec, en point d’orgue, une féminité enfin retrouvée après la Première Guerre mondiale ». Pour Ute Eskildsen, commissaire d'une exposition à son sujet au Jeu de paume en 2013, qui s'exprime sur sa période américaine : « Son travail éditorial était radical, expérimental, comme s'il cherchait sans arrêt à repousser les limites de la photographie en couleur ».

## Publications
- Le Minotaure et le dictateur, 1936-1937.
- Jadis et Daguerre, éd. Robert Laffont, 1975, éd. La Martinière, 1997 (titre original : Einbildungsroman).
- Mes 100 meilleures photos, texte de Hendel Teicher, Musée Rath, Genève, 1979.

## Principales expositions rétrospectives
- 26 janvier - 4 mars 1979 : musée Rath, Genève.
- 21 novembre 1981 - 25 janvier 1982 : Photos de mode d'Erwin Blumenfeld, Centre Pompidou, Paris[7],[8]

puis 22 novembre 1982 - 10 décembre 1982 : Erwin Blumenfeld. Photographies de mode 1940-1950, Le Consortium, Dijon.
- 1996 : Barbican Museum, Londres, exposition itinérante présentée, notamment à Zurich, Lausanne, Berlin, Paris et Amsterdam.
- 2006 : Erwin Blumenfeld, his dutch years, Fotomuseum den Haag, La Haye.
- 2009 : Erwin Blumenfeld Dada montages 1916-1933, Berlinische Galerie, Berlin ;
- 27 octobre - 15 décembre 2009 : Erwin Blumenfeld, Galerie Le Minotaure, Paris.
- 16 juin - 16 septembre 2012 : Studio Blumenfeld, New York, 1941-1960, musée Nicéphore-Niépce, Châlon-sur-Saône.
- 15 octobre 2013 - 26 janvier 2014 : Erwin Blumenfeld, Jeu de Paume, Paris[10].
- 13 octobre 2022 - 5 mars 2023 : Les Tribulations d’Erwin Blumenfeld, 1930-1950, musée d'Art et d'Histoire du judaïsme, Paris[11],[6],[12],[13].